# Sparganothoides carycrosana
Sparganothoides carycrosana es una especie de lepidóptero del género Sparganothoides, tribu Sparganothini, familia Tortricidae. Fue descrita científicamente por Kruse & Powell en 2009.
La longitud de las alas anteriores es de 8,3 a 10,3 milímetros. Se distribuye por México, en el estado de Sinaloa.